# Tomorrow Come Today
Albums de Boysetsfire
Live for Today
(2002) The Day the Sun Went Out (remasterisé)
(2005)
Tomorrow Come Today est le troisième album studio du groupe Boysetsfire, et est sorti en 2003.

## Liste des chansons
1. Eviction Article - 4:09
2. Last Year's Nest - 3:50
3. Full Color Guilt - 3:48
4. Bathory's Sainthood - 4:18
5. Dying on Principle - 2:43
6. Handful of Redemption - 4:00
7. Release the Dogs - 3:07
8. Foundations to Burn - 3:46
9. Management Vs. Labor - 3:57
10. High Wire Escape Artist - 3:45
11. White Wedding Dress - 3:12
12. On In Five / With Every Intention - 10:21

## Apparitions des chansons de l'album
La chanson Handful of Redemption est apparue en 2003 dans le jeu de Gamecube 1080° Avalanche, ainsi que dans MVP Baseball 2003.
La chanson High Wire Escape Artist est apparue sur la bande-originale du film Daredevil.

## Source
- (en) Cet article est partiellement ou en totalité issu de l’article de Wikipédia en anglais intitulé « Tomorrow Come Today » (voir la liste des auteurs).